# Јожеф Палинкаш (фудбалер)
Јожеф Геза Палинкаш (мађ. Pálinkás Géza József; Киштелек, 10. март 1912 — Будимпешта, 24. април 1991) био је професионални фудбалер који играо на позицији голмана за мађарски прволигашки клуб клуб Сегедин АК и фудбалску репрезентацију Мађарске. Са репрезентацијом Мађарске је играо на Светском првенству 1938.

## Клуб
Палинкаш је своју фудбалску каријеру започео у Сегединском фудбалском клубу 1932. године. У Сегедину је био све до 1939. године када је прешао у Ференцварош где је одиграо укупно 30. утакмица а од тога 16. првенствених. Своју прву утакмицу за Ференцварош је одиграо 5. марта 1939. године на стадиону Хунгариа крт. у првенственој утакмици против Будафока, утакмица се завршила нерешено 2 : 2. Своју задњу утакмицу за Ференцварош је одиграо 30. новембра 1941. године, на стадиону Међери ут у првенственој утакмици против Ујпешта утакмица се завршила победом Ујпешта са 6 : 2.

## Репрезентација
Био је у екипи Мађарске која је ишла на Светско првенство 1938. године одржаном у Француској, али није одиграо ниједну утакмицу на првенству.
Своју прву утакмицу за репрезентацију је одиграо 12. маја 1935. године против репрезентације Аустрије која се завршила победом Мађарске са 6 : 3. Утакмица се одиграла на стадиону Илеји ут. Задња одиграна утакмица му је била 6. децембра 1936. године против Републике Ирске на стадиону Далимонт Парк, утакмица је завршена победом Мађара са 3 : 2.

## Достигнућа
- Мађарска прва лига
  - шампион (1): 1939/40.
  - другопласирани (1): 1938/39.

- Митропа куп: 
  - Финалиста (1): 1939.